# アンソロジー・オブ・チャンス・オペレーション
『アンソロジー・オブ・チャンス・オペレーション』（An Anthology of Chance Operations 通称：An Anthology）は、ジョン・ケージに影響を受け美術・作曲に不確定性の要素を取り入れた1960年代初頭のネオダダのグループによって出版されたアーティストブック。ラ・モンテ・ヤングによって編集され、詩人・パフォーマンスアーティスト・作曲家のジャクソン・マクロウと共同で1963年にニューヨークで自費出版された。正式なタイトルは『アンソロジー・オブ・チャンス・オペレーション—芸術、反芸術、不確定性、即興、無意味な作品、自然災害、実行計画、ダイアグラム、音楽、詩、エッセイ、ダンス建築、数学、作曲』（An Anthology of chance operations concept art anti-art indeterminacy improvisation meaningless work natural disasters plans of action stories diagrams Music poetry essays dance constructions mathematics compositions）

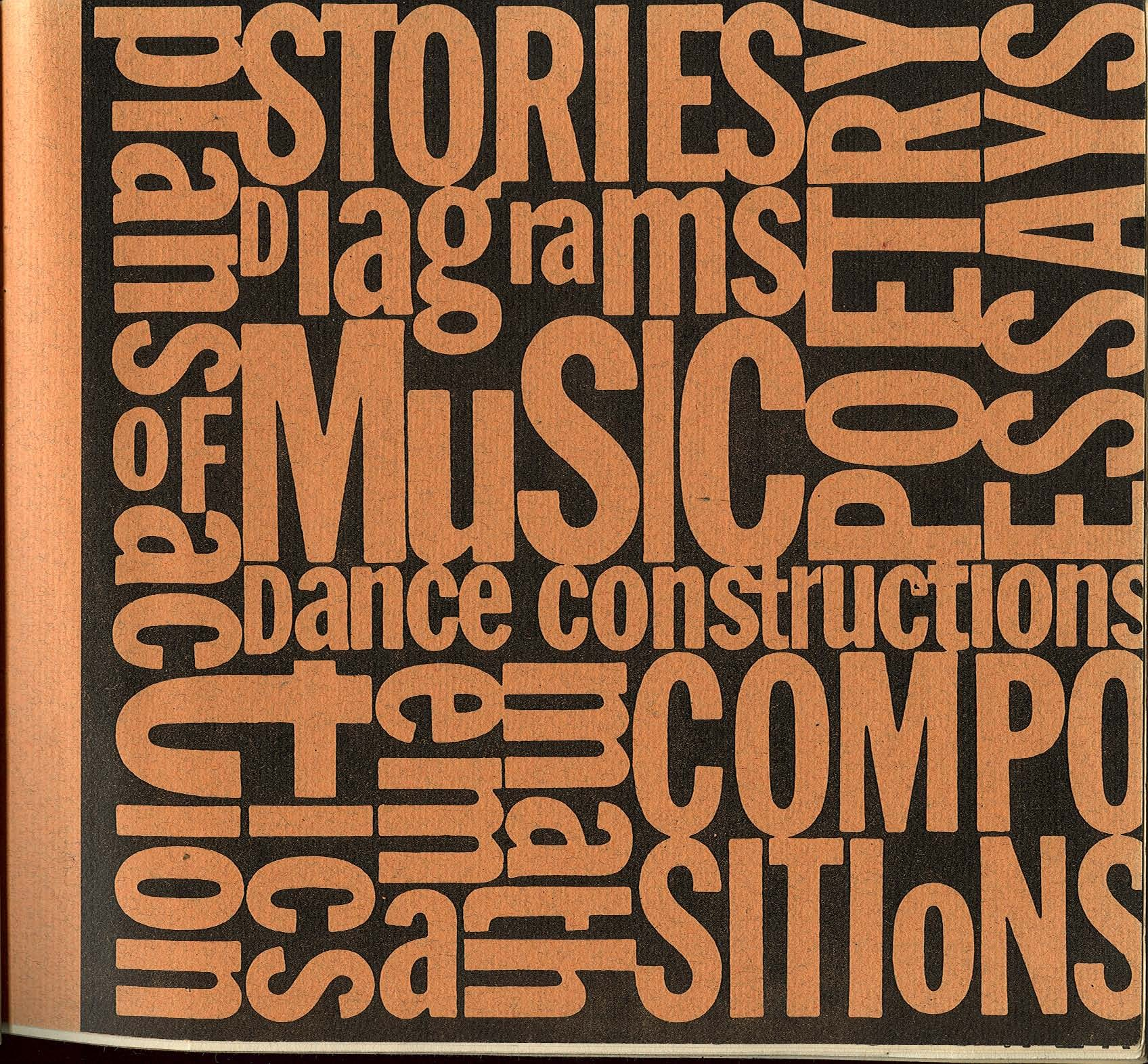
『アンソロジー・オブ・チャンスオペレーション』表紙

## 経緯
このプロジェクトはフルクサスを確立する最初の大きな契機となった。
1960年の秋に、雑誌『Beatitude magazine』の編集者がヤングとマクロウの著作を読んだことから、二人に担当していた雑誌の東海岸版『Beatitude East』の特別編集にならないかと持ちかけた。誰を呼ぼうと何を雑誌にしようと自由であると手綱を渡されたヤングは、アメリカ、ヨーロッパ、日本から数多くの新しく実験的な音楽、反芸術、詩作、エッセイ、パフォーマンススコアを集めた。
しかしながらこの雑誌は1度出版されたきりで、ヤングが集めた資料はこの『アンソロジー・オブ・チャンスオペレーション』まで日の目を浴びることはなかった。
1961年の6月に、マクロウを含む他のメンバー達が自身の作品についての記事を執筆する一夫で、同年の秋に雑誌を出版しようとプランを既に立てていたジョージ・マチューナスが本の装丁とレイアウトをデザインした。
このアーティスト・ブックは、フルクサスでの中心的なプロジェクトとしてその発展と成果をまとめたものではなく、厳密にはフルクサスの出版物ではないとも言える。しかし編集・出版者としてのヤング、同じく出版者としてのマクロウ、デザイナーとしてのマチューナスといったフルクサスの一員となったアーティストたちの最初の共同出版プロジェクトである。
画商であるハイナー・フリードリッヒは1970年にこの第二版を刊行している。

## 参加者
- アール・ブラウン
- 一柳慧
- ウォルター・デ・マリア
- エミット・ウィリアムズ（英語版）
- オノ・ヨーコ
- クラウス・ブレマー
- クリスチャン・ウォルフ
- ジェームズ・ワーリング（英語版）
- シモーヌ・フォルティ（英語版）
- ジャクソン・マクロウ（英語版）
- ジョージ・ブレクト
- ジョセフ・バード（英語版）
- ジョン・ケージ
- ディーター・ロス（英語版）
- ディック・ヒギンズ（英語版）
- デイビット・デッジナー
- テリー・ジェニングス
- テリー・ライリー
- ナム・ジュン・パイク
- ヘンリー・フリント（英語版）
- マルカ・サフロ
- ラ・モンテ・ヤング
- リチャード・マックスフィールド（英語版）
- レイ・ジョンソン
- ロバート・モリス 初版のために一部を制作していたが、出版直前に掲載が取り下げられた。